# Дисјункција
У логици и математици, ИЛИ је логички оператор такође познат као дисјункција, може се препознати по знацима V или +. Дисјункција враћа вредност тачно, увек када је један или више његових операнда тачно. 
Из овог разлога се ова операција зове ИЛИ операција (на енглеском OR).
На пример, израз А или Б вратиће да је израз тачан ако А има вредност тачно, ако Б има вредност тачно или ако и А и Б имају вредности тачно.
У граматици ИЛИ је независни раставни везник.
Поред дисјункције постоји и Ексклузивна дисјункција. Разликујемо их по томе што, код ексклузивне дисјункције ако су обе вредности тачне решење ће бити нетачно , док ће код дисјункције решење бити тачно.

## Обележавање
ИЛИ се обично изражава са уметнутим оператором. У математици и логици, обично је ∨; у електроници, +; и у програмирању, | или or.

## Дефиниција
Дисјункција је логичка операција над две логичке вредности, обично са вредностима исказа који могу имати вредност тачно или нетачно, и дају нетачну вредност ако и само ако су оба исказа нетачна.

### Табела истинитости
Табела истинитости за {\displaystyle ~A\lor B}:
| УЛАЗ | УЛАЗ | ИЗЛАЗ |
|      |      | ИЛИ   |
| ⊥    | ⊥    | ⊥     |
| ⊥    | T    | T     |
| T    | ⊥    | T     |
| T    | T    | T     |

## Особине
- Еквивалентност:

| {\displaystyle A\lor B} | {\displaystyle \Leftrightarrow } | B V A |
|                         | {\displaystyle \Leftrightarrow } |       |

- Асоцијативност:

| {\displaystyle ~A} | {\displaystyle ~~~\lor ~~~} | {\displaystyle (B\lor C)} | {\displaystyle \Leftrightarrow } |  |                                  | {\displaystyle (A\lor B)} | {\displaystyle ~~~\lor ~~~} | {\displaystyle ~C} |
|                    | {\displaystyle ~~~\lor ~~~} |                           | {\displaystyle \Leftrightarrow } |  | {\displaystyle \Leftrightarrow } |                           | {\displaystyle ~~~\lor ~~~} |                    |

- Дистрибутивност са различитим операцијама, посебно са конјунктивношћу:

| {\displaystyle ~A} | {\displaystyle \lor } | {\displaystyle (B\land C)} | {\displaystyle \Leftrightarrow } |  |                                  | {\displaystyle (A\lor B)} | {\displaystyle \land } | {\displaystyle (A\lor C)} |
|                    | {\displaystyle \lor } |                            | {\displaystyle \Leftrightarrow } |  | {\displaystyle \Leftrightarrow } |                           | {\displaystyle \land } |                           |

| {\displaystyle ~A} | {\displaystyle \lor } | {\displaystyle (B\leftrightarrow C)} | {\displaystyle \Leftrightarrow } |  |                                  | {\displaystyle (A\lor B)} | {\displaystyle \leftrightarrow } | {\displaystyle (A\lor C)} |
|                    | {\displaystyle \lor } |                                      | {\displaystyle \Leftrightarrow } |  | {\displaystyle \Leftrightarrow } |                           | {\displaystyle \leftrightarrow } |                           |

| {\displaystyle ~A} | {\displaystyle \lor } | {\displaystyle (B\rightarrow C)} | {\displaystyle \Leftrightarrow } |  |                                  | {\displaystyle (A\lor B)} | {\displaystyle \rightarrow } | {\displaystyle (A\lor C)} |
|                    | {\displaystyle \lor } |                                  | {\displaystyle \Leftrightarrow } |  | {\displaystyle \Leftrightarrow } |                           | {\displaystyle \rightarrow } |                           |

| {\displaystyle ~A} | {\displaystyle \lor } | {\displaystyle (B\lor C)} | {\displaystyle \Leftrightarrow } |  |                                  | {\displaystyle (A\lor B)} | {\displaystyle \lor } | {\displaystyle (A\lor C)} |
|                    | {\displaystyle \lor } |                           | {\displaystyle \Leftrightarrow } |  | {\displaystyle \Leftrightarrow } |                           | {\displaystyle \lor } |                           |

- са Идемпотенцијом:

| {\displaystyle ~A~} | {\displaystyle ~\lor ~} | {\displaystyle ~A~} | {\displaystyle \Leftrightarrow } | {\displaystyle A~} |
|                     | {\displaystyle ~\lor ~} |                     | {\displaystyle \Leftrightarrow } |                    |

- са Монотоношћу функције:

| {\displaystyle A\rightarrow B} | {\displaystyle \Rightarrow } |  |                                  | {\displaystyle (A\lor C)} | {\displaystyle \rightarrow } | {\displaystyle (B\lor C)} |
|                                | {\displaystyle \Rightarrow } |  | {\displaystyle \Leftrightarrow } |                           | {\displaystyle \rightarrow } |                           |

- Доказивање ваљаности :

Када су сви искази тачни, цео исказ је тачан.
| {\displaystyle A\land B} | {\displaystyle \Rightarrow } | {\displaystyle A\lor B} |
|                          | {\displaystyle \Rightarrow } |                         |
|                          |                              | (to be tested)          |

- Доказивање неваљаности

Када су сви изрази нетачни, цео исказ је нетачан. 
| {\displaystyle A\lor B} | {\displaystyle \Rightarrow } | {\displaystyle A\lor B} |
|                         | {\displaystyle \Rightarrow } |                         |
| (to be tested)          |                              |                         |

## Симбол
Математички симбол за логичку дисјункцију зависи од литературе. Поред речи или, симбол {\displaystyle \lor }, који долази од латинске речи vel за или, се обично користи за дисјункцију. На пример, A {\displaystyle \lor } B се чита као A или B. Таква дисјункција је нетачна ако су оба исказа, A и B, нетачни. У свим другим случајевима је тачна.
Примери дисјункције:
{\displaystyle A\lor B}
{\displaystyle \neg A\lor B}
{\displaystyle A\lor \neg B\lor \neg C\lor D\lor \neg E.}

## Дисјункција у програмирању
Оператори који одговарају логичкој дисјункцији постоје у већини програмских језика.

### Операције над битовима
Дисјункција се често користи за операције над битовима. Примери:
- 0 + 0 = 0
- 0 + 1 = 1
- 1 + 0 = 1
- 1 + 1 = 1
- 1010 + 1100 = 1110

ИЛИ оператер може да се користи за подешавање битова у битном пољу на 1, дисјункцијом области са константним областима, са релевантним битовима подешеним на 1. На пример, к = к | 0б00000001 ће приморати коначну бит на 1, а остали битови остављајући непромењен.

### Логичне операције
Многи језици праве разлику између битовне и логичке дисјункције пружањем два различита оператера, у језицима који користе C, битовна дисјункција врши се са једноцевним (|) а логичка дисјункција са двоцевним (||) операторима.
Логичка дисјункција је обично кратког споја, то јест, ако је први (леви) операнд тачан тада се други (десни) операнд не оцењује. Логичка дисјункција оператора дакле обично представља тачку секвенце.
У паралелном језику, могућ је кратки споја обе стране: процењују се паралелно, и ако се једна заврши са вредношћу тачно, друга се прекида. Овај оператер је зато назван паралелно ИЛИ.
Иако је у већини језика логичка дисјункција боолеан израз и на тај начин може само да има вредност тачно или нетачно, у неким (као што је ЈаваСкипт) оператер логичке дисјункције враћа један од својих операнада: први операнд ако се испостави да је вредност тачна, или други операнд у супротном случају.